# Le Taxi, le cinéma et moi
 (mai 2024).
La mise en forme du texte ne suit pas les recommandations de Wikipédia : il faut le « wikifier ».
Les points d'amélioration suivants sont les cas les plus fréquents. Le détail des points à revoir est peut-être précisé sur la page de discussion.
- Les titres sont pré-formatés par le logiciel. Ils ne sont ni en capitales, ni en gras.
- Le texte ne doit pas être écrit en capitales (les noms de famille non plus), ni en gras, ni en italique, ni en « petit »…
- Le gras n'est utilisé que pour surligner le titre de l'article dans l'introduction, une seule fois.
- L'italique est rarement utilisé : mots en langue étrangère, titres d'œuvres, noms de bateaux, etc.
- Les citations ne sont pas en italique mais en corps de texte normal. Elles sont entourées par des guillemets français : « et ».
- Les listes à puces sont à éviter, des paragraphes rédigés étant largement préférés. Les tableaux sont à réserver à la présentation de données structurées (résultats, etc.).
- Les appels de note de bas de page (petits chiffres en exposant, introduits par l'outil «  Source ») sont à placer entre la fin de phrase et le point final[comme ça].
- Les liens internes (vers d'autres articles de Wikipédia) sont à choisir avec parcimonie. Créez des liens vers des articles approfondissant le sujet. Les termes génériques sans rapport avec le sujet sont à éviter, ainsi que les répétitions de liens vers un même terme.
- Les liens externes sont à placer uniquement dans une section « Liens externes », à la fin de l'article. Ces liens sont à choisir avec parcimonie suivant les règles définies. Si un lien sert de source à l'article, son insertion dans le texte est à faire par les notes de bas de page.
- La présentation des références doit suivre les conventions bibliographiques. Il est recommandé d'utiliser les modèles {{Ouvrage}}, {{Chapitre}}, {{Article}}, {{Lien web}} et/ou {{Bibliographie}}. Le mode d'édition visuel peut mettre en forme automatiquement les références.
- Insérer une infobox (cadre d'informations à droite) n'est pas obligatoire pour parachever la mise en page.

Pour une aide détaillée, merci de consulter Aide:Wikification.
Si vous pensez que ces points ont été résolus, vous pouvez retirer ce bandeau et améliorer la mise en forme d'un autre article.
Pour plus de détails, voir Fiche technique et Distribution.
Le Taxi, le cinéma et moi est un film documentaire de 69 minutes du réalisateur burkinabè Salam Zampaligré. Ce film est un hommage au réalisateur Burkinabè Drissa Touré, qui après quelques années de succès est resté dans le silence loin du monde des cinéastes.

## Synopsis
Personnage iconoclaste, Drissa Touré a eu un parcours très atypique dans sa vie, où il a été, après de petits métiers, tour à tour chauffeur de taxi, et enfin cinéaste autodidacte. En tant que cinéaste, il a pu s’imposer comme un réalisateur reconnu dans son pays, mais aussi au niveau international. Comment et pourquoi ce cinéaste ayant fait des films à succès, sélectionnés dans les plus grands festivals du monde se retrouve aujourd’hui en bute aux affres de la vie, dans le silence et l’indifférence de tout le monde ? C’est à cette question que ce film apporte réponse.

## Fiche technique
- Durée : 69 minutes
- Genre : documentaire
- Réalisateur : Salam Zampaligré
- Images: Tibiri Koura , Isso Emmanuel Bationo, Moumouni Sanou
- Son: Bernardin Songne, Halassane Sanfo
- Montage : Christoph Hartman
- Musique : Tim Winse/Baloji
- Décor : Salam Zampaligré[3].

## Distribution
- Drissa Touré,
- Gaston Kaboré,
- Mory Kaba,
- Clément Tapsoba.

## Festivals
- 2023: FESPACO panorama longs métrages
- 2023: Festival du cinéma africain à Louxor, en Égypte
- 2023: Festival international du film, Rabat Doc Africa
- 2023 : Festival international du film à Rotterdam[4].

## Prix et distinctions
- 2023 : Meilleur documentaire - Écrans Noirs, Yaoundé 2023[5],
- 2023: Prix de la critique Clément Tapsoba- SECRICO[6];
- 2023: Prix du film documentaire au 12e Festival du cinéma africain à Louxor, en Égypte[7],
- 2023: Prix du jury - Rabat Doc Africa[8],